# Level Plains
Level Plains – miasto w Stanach Zjednoczonych, w stanie Alabama, w hrabstwie Dale. W roku 2023 miasto zamieszkiwało 1831 osób, a gęstość zaludnienia wynosiła 240,9 osoby/km².